# Conni & Co
Conni & Co ist ein deutscher Kinderfilm aus dem Jahr 2016. Er ist die erste auf der im Carlsen-Verlag erschienenen Conni-Kinderbuchreihe basierende Verfilmung. In der Titelrolle ist Emma Schweiger zu sehen, Regie führte Franziska Buch. Der Film kam am 18. August 2016 in die deutschen Kinos.

## Handlung
Die zwölfjährige Conni muss die Schule wechseln und hat so ihre Probleme mit der neuen Klasse. Von einer Mädchenclique wird sie gemobbt und ihr Freund Paul, ebenfalls neu in der Klasse, kehrt ihr den Rücken und schließt sich einer Gruppe dominanter Jungen an. Fast zeitgleich läuft ihr ein pfiffiger und lebhafter Jack Russell Terrier zu. Es stellt sich heraus, dass der Hund Herrn Möller, dem unbeliebten Direktor der Schule, gehört, der den Hund lieblos behandelt. Der Hund hat gerade ein Casting als Reklamehund für Hundefutter gewonnen, allerdings mit illegalen Mitteln. Herr Möller hatte ihn mit Medikamenten ruhig gestellt, sodass der Hund absolut geeignet schien, kommende Dreharbeiten lethargisch durchzustehen. Der Direktor träumt nun davon, die erhoffte Gage erlaube ihm, seinen ungeliebten Lehrerjob an den Nagel zu hängen. Er sucht verzweifelt nach dem Hund. Conni kann den Hund nicht behalten, da ihr kleiner Bruder allergisch auf Hundehaare reagiert. Sie versteckt ihn auf dem Gnadenhof ihrer Oma. Der Gnadenhof ist völlig überschuldet, und es droht die Versteigerung. Mithilfe ihrer Freunde gelingt es Conni schließlich, sowohl den Hund als auch den Gnadenhof zu retten.

## Produktion
Die Dreharbeiten fanden im Sommer 2015 in Berlin und Umgebung statt. Der Film wurde gefördert von dem Medienboard Berlin-Brandenburg, der Filmförderung Hamburg Schleswig-Holstein und der Filmförderungsanstalt.

## Rezeption
Dorit Koch vom Münchner Merkur bezeichnete Conni & Co unter der Regie von Franziska Buch  als  „wunderbaren Film für die ganze Familie“ und lobte: „Frech und frisch kommt ihre Conni daher.“

## Fortsetzung
Im Sommer 2016 fanden die Dreharbeiten zur Fortsetzung Conni & Co 2 – Das Geheimnis des T-Rex statt. Gedreht wurde unter anderem in Marburg, in Brandenburg an der Havel auf der Kanincheninsel und in Berlin auf der Pfaueninsel. Emma Schweiger übernahm erneut die Titelrolle, auch der Großteil der übrigen Schauspieler des ersten Teils wirkte wieder mit. Regie führt Til Schweiger. Der Film kam am 20. April 2017 in die Kinos.